# ولید حسن
ولید حسن (عربی: وليد حسن عبدالله الركابي؛ زادهٔ ۱۹ نوامبر ۱۹۹۱) بازیکن فوتبال اهل سودان است.
وی همچنین در تیم ملی فوتبال سودان بازی کرده‌است.